# Фінал Кубка Футбольної ліги 1985
Фінал Кубка Футбольної ліги 1985 — фінальний матч розіграшу Кубка Футбольної ліги 1984—1985, 25-го розіграшу Кубка Футбольної ліги. У матчі, що відбувся 24 березня 1985 року на стадіоні «Вемблі», зіграли «Норвіч Сіті» та «Сандерленд».

## Шлях до фіналу
| Норвіч Сіті      | Норвіч Сіті                             | Раунд                           | Сандерленд        | Сандерленд                              |
| ---------------- | --------------------------------------- | ------------------------------- | ----------------- | --------------------------------------- |
| Суперник         | Результат                               | Кубок Футбольної ліги 1984—1985 | Суперник          | Результат                               |
| Престон Норт-Енд | 3-3 на виїзді, 6-1 вдома                | Другий раунд                    | Крістал Пелес     | 2-1 вдома, 0-0 на виїзді                |
| Олдершот         | 0-0 вдома, 4-0 на виїзді (перегравання) | 1/16 фіналу                     | Ноттінгем Форест  | 1–1 на виїзді, 1-0 вдома (перегравання) |
| Ноттс Каунті     | 3-0 вдома                               | 1/8 фіналу                      | Тоттенгем Готспур | 0–0 вдома, 2-1 на виїзді (перегравання) |
| Грімсбі Таун     | 1-0 на виїзді                           | 1/4 фіналу                      | Вотфорд           | 1-0 на виїзді                           |
| Іпсвіч Таун      | 0-1 на виїзді, 2-0 вдома                | 1/2 фіналу                      | Челсі             | 2-0 вдома, 3-2 на виїзді                |

## Матч

### Деталі
| 24 березня 1985 |

| Норвіч Сіті      | 1:0 | Сандерленд |
| ---------------- | --- | ---------- |
| Чишольм 46' (аг) |     |            |

| Вемблі, Лондон Глядачів: 100 000 Арбітр: Ніл Міджлі |

| Норвіч Сіті | Сандерленд |

|                  |  |                 |  |
|                  |  |                 |  |
| В                |  | Кріс Вудз       |  |
| З                |  | Пол Гейлок      |  |
| З                |  | Денніс ван Вейк |  |
| З                |  | Стів Брюс       |  |
| З                |  | Дейв Вотсон (к) |  |
| ПЗ               |  | Пітер Мендгам   |  |
| ПЗ               |  | Аза Гартфорд    |  |
| ПЗ               |  | Марк Баргам     |  |
| ПЗ               |  | Луї Донова      |  |
| Н                |  | Майк Ченнон     |  |
| Н                |  | Джон Діган      |  |
| Запасні:         |  |                 |  |
| З                |  | Джон Девайн     |  |
| Головний тренер: |  |                 |  |
| Кен Браун        |  |                 |  |

|                  |  |                   |  |                  |
| В                |  | Кріс Тернер       |  |                  |
| З                |  | Баррі Венісон (к) |  |                  |
| З                |  | Нік Пікерінг      |  |                  |
| З                |  | Гарі Беннет       |  |                  |
| З                |  | Гордон Чишольм    |  |                  |
| З                |  | Девід Корнер      |  | Замінений        |
| ПЗ               |  | Пітер Деніел      |  |                  |
| ПЗ               |  | Стів Беррі        |  |                  |
| ПЗ               |  | Клайв Вокер       |  |                  |
| Н                |  | Іан Воллес        |  |                  |
| Н                |  | Девід Ходжсон     |  |                  |
| Запасні:         |  |                   |  |                  |
| Н                |  | Говард Гейл       |  | Вийшов на заміну |
| Головний тренер: |  |                   |  |                  |
| Лен Ашурст       |  |                   |  |                  |